# Rosty János
Barkóczi Rosty János Vince (Ják, 1759. július 21.–Kőszeg, 1810. szeptember 15.), jezsuita szerzetes, hahóti apát, keszthelyi plébános, "A jó tanácshoz" ("Boni Consilii") címzett szabadkőműves páholy tagja.

## Családja és származása

A barkóczi Rosty család címere.

A tekintélyes nemesi származású barkóczi Rosty család sarja. Apja Rosty Ferenc (1718–1790) földbirtokos, Vas vármegye alispánja, királyi tanácsos, vármegyei követ, földbirtokos, táblabíró, földbirtokos. anyja bajáki Bajáky Katalin (1726–1782) úrnő. Az apai nagyszülei barkóczi Rosty László (fl. 1710-1730) vasi főszolgabíró, földbirtokos és a zalalövői Csapody családból való zalalövői Csapody Mária (fl. 1710-1714) voltak; az anyai nagyszülei bajáki Bajáky Mihály (1671-1734) vasi főszolgabíró, földbirtokos és niczki Niczky Mária (1698-1759) voltak. Rosty János keresztszülei báró Sigray Károly (1716-1800), tolnai Festetics Borbála és lukafalvi Szarka János Vas vármegye alispánja voltak. Rosty Jánosnak az egyik nagynénje, barkóczi Rosty Anna Mária (1722–1784), akinek a férje boldogfai Farkas Ferenc (1713–1770) Zala vármegyei alispán, földbirtokos; a másik nagynénje, barkóczi Rosty Katalin, szalapatakai Nagy Mihály (1706–1756) zalai alispánnak, királyi tanácsosnak a hitvese volt. Fiútestvére, Rosty Pál (1745–1810), táblabíró, főhadnagy, elítélt magyar jakobinus, földbirtokos; leánytestvére barkóczi Rosty Katalin Rozália (1753-1787), akinek a férje mezőszegedi Szegedy Ignác (1736-1796), királyi tanácsos, Zala vármegye alispánja, földbirtokos, és a lánya Kisfaludy Sándorné Szegedy Róza (1774–1832) volt. 

## Élete
Rosty János fiatal korában papi pályát választott. A szabadkőműves mozgalomba került kapcsolatba (fivére Rosty Pál is tagja volt, ahogy több más rokona is) és végül tagja lett a zalaegerszegi "A jó tanácshoz" ("Boni Consilii") címzett szabadkőműves páholynak. A páholy  vezetője, főmestere, jáprai Spissich János zalai alispán volt; a további tagjai Hajnóczy József, tubolyszeghi Tuboly László főszolgabíró, Kazinczy Ferenc, gróf Althan János Mihály zalai főispán a páholy helyettes főmestere, nemes Mlinarics Lajos, zalai alispán, és pallini Inkey Imre (1757-1813) királyi tanácsos felügyelő, pálóczi Horváth Ádám titkár, Ghillányi János szertartásmester, Somssich Lázár szónok, és Laky István kincstárnok.
Az 1790. tavaszán a megyékben felállított és a hazatért korona őrzésére a politikai nyomásgyakorlás céljával Budára küldött speciális nemesi „díszbandériumok” vagy „ünnepi bandériumok” is vittek magukkal tábori káplánokat (Militare Capellanus Turmae), akik a helyben befolyásos papságból toborozódtak. Zalában például Rosty János, hahóti apát és keszthelyi plébános töltötte be ezt a tisztet, aki gróf Festetics György banderista főstrázsamester „embere” volt, tekintve, hogy az apátság és a hozzácsatolt plébánia ebben az időben a főúri család kegyurasága alá tartozott. A korabeli sajtó részletesen beszámolt a zalai bandérium és a gróf Festetics György kommandírozta Graeven huszárezred május 18–19-i keszthelyi ünnepélyes találkozójáról. 19-én a városi templomnál felállított kápolnasátornál Rosty apát és plébános „tisztes Papi öltözetben” várta a megyei közgyűlésről kisereglő gyülekezetet. A szertartásra a sátor előtt került sor a banderisták és a Graeven huszárok egy szárnyának részvételével, itt Rosty „tsak kevés, de fontos igékkel szivére kötötte a’ Zászlóallynak,tartozása tellyesitésére esküvéssel lejendő maga kötelezését; […] az esküvés formáját elöttök magyarúl el mondotta”. Az esküt követően a vitézek fegyvert rántottak és magyarul Téged Isten dicsérünköt énekeltek, majd áldást vettek. Rosty János akkori keszthelyi plébánosról ezt is jegyezték: „Ezen érdemlett főtisztelendő ur egy azon hív papjai közül a magyar izraelnek, kikben — valamint más követésre méltó virtusoknak, ugy az igaz hazai szeretetnek is eleven példáit tiszteljük; a kik az anyai nyelvnek számkivetett állapotából való visszahozásán s fejedelmi székébe való beültetésén annál szívesebb igyekezettel munkálódnak, mivel tudják, hogy a magyar nyelv virágzásával a magyar kereszténység is inkább fog virágozni. — Mit is félnek a hitnek elfogyásától a kis lelkek ? Nem vehetnek azon a pokol kapui is diadalmat: — hogy fojthatná hát meg azt a magyar nyelv béhozása?".
1796-ban Rosty János keszthelyi plébános borsmonostori apáttá nevezték ki.